# Quarré-les-Tombes
Quarré-les-Tombes est une commune française située dans le département de l'Yonne en région Bourgogne-Franche-Comté.
Elle fait partie du parc naturel régional du Morvan et de la région naturelle de l'Avallonnais.

## Toponymie
Autrefois Quarreia au VIIIe siècle, puis jusqu'au XVIIIe siècle : Carré-les-Tombes ou Saint-Georges-lez-Carré-les-Tombes,.

## Géographie
Avec Auxerre à 70 km et Avallon à 18 km au nord-ouest, Quarré-les-Tombes est un petit village typique du Morvan situé entre les vallées de la Cure et du Trinquelin. Il est situé sur une colline granitique haute de 450 mètres, ce qui expose le village aux vents du nord. « La température y est froide et dure. ». Le point culminant du département de l'Yonne se trouve sur le territoire de la commune, dans le bois de la Pérouse (607 m d'altitude).
La superficie de la commune est de 4 605 hectares (46,05 km2).
Le sud de la commune est inclus dans le parc naturel régional du Morvan, dont la limite nord passe à 500 m au sud du village.
Le village est situé à un carrefour de routes :
- d'Avallon à Saint-Brisson ;
- de Rouvray à Lormes ;
- de Quarré-les-Tombes à Cussy-les-Forges ;
- de Quarré-les-Tombes à Châtel-Censoir.

### Hameaux et lieux-dits
- Les Brizards, une auberge anciennement nommée auberge de la Cloche et devenue l'auberge des Brizards, est tenue par quatre générations de femmes. L'accordéoniste Lulu Charleu y a vécu[5].
- À Champlois, le grand pavillon était un manoir seigneurial.
- La Gorge avait un manoir en 1280, propriété de Jean de Roilly.
- Les Îles Ménéfrier sont connues essentiellement pour l'accumulation de roches appelées Roche-des-Fées. Haut lieu de la Résistance française pendant la Seconde Guerre mondiale, le 24 juillet 1944 s'y sont concentrés deux mille combattants des maquis et des groupes qui formeront la troisième demi-brigade de l'Yonne des Forces françaises de l'intérieur (FFI) du régiment Verneuil, de là ils s'élanceront pour libérer avec les forces alliées et les autres unités des FFI, les départements de l'Yonne, et de la Côte-d'Or[réf. nécessaire].
- Aux Lavaults se trouve l’intéressante auberge de l'Âtre, tenue par Francis Salamolard. Autrefois il y avait au dit lieu une chapelle en l'honneur de saint Eptade, construite en 1860 pour remplacer l'ancienne qui était aux Mathieux.
- Les Mathieux abritaient jusqu'en 1667 une chapelle dédiée à saint Eptade, détruite en 1793.
- À Moulin-Colas on a découvert des débris de constructions romaines.
- Les Valtats, à l'origine Valletat, sont nommés d'après une famille de notaires royaux au comté de Vertus, supposée avoir été ramenée de Champagne par Olivier de Chastellux qui revenait de Thiérache en 1610, et dont les premiers arrivants furent installés à Bussières, terre des Jaucourt, seigneurs originaires de Champagne[6].
- Velars-le-Comte est d'origine romaine (tuiles, médailles et statuettes retrouvées). En 1325, il appartenait à Guyot de Veillart.
- Les Vermiraux, ferme qui a abrité une institution de placement d'enfants[7] fermée à la suite d'un procès retentissant en 1910[8],[9],[10].
- Villiers-les-Potots s'appelait Les Potots en 1871[11]. Le nom actuel vient d'une villa romaine (pour Villiers) et du nom d'une famille du pays, les Potots.

### Hydrographie
La Cure borde la commune au sud-ouest sur environ 5,7 km (la commune est donc en rive droite de la rivière) et neuf de ses affluents arrosent la commune :
ruisseau de Vannay,
ru de Fangis,
ruisseau de Montourlon,
ru des Îles Ménéfrier,
ru des Paluds (3,7 km depuis l'étang du Griottier Blanc, conflue avec la Cure 250 m après être passé sur la commune de Marigny-L'Église),
ru de Tancoin,
ru des Quartiers et son petit affluent de rive droite en provenance de la Gorge,
ru des Couées aux Boues,
et enfin vers Charmolin tout au nord de la commune un petit ru qui coule sur environ 1,5 km et arrose l'étang près de ce hameau avant de quitter la commune en direction de l'étang de Marrault sur Magny puis de rejoindre le Cousin (lui aussi affluent de la Cure), toujours sur Magny.
Le Trinquelin, sortant du lac de Saint-Agnan (sur Saint-Agnan), borde la commune au sud-est sur 1,5 km (après quoi il retourne sur Saint-Léger-Vauban) puis sur un peu plus de 6,3 km à l'est et au nord-est. Son affluent le ruisseau des Blancs sert de limite de commune au sud sur environ 820 m puis traverse une partie du sud de la commune avant de confluer avec le Trinquelin sur Saint-Léger-Vauban. Outre le ruisseau des Blancs, six autres de ses petits affluents arrosent la commune : ru des Moingeots et son affluent le ru des Boulats, ru de Mont en provenance des étangs du même nom, ru de la Baignoire, ru du moulin Lardot, ru des Potots.
Outre ces deux cours d'eau, la commune comprend trois étangs de plus de 1 ha : l'étang du Griottier Blanc (~ 8,6 ha) à quelque 2 km au sud du village (coupé en deux parties par la route forestière de Vannay), le Grand Étang (~ 2,2 ha) en sortie de village au nord, et l'étang vers Charmolin (~ 1,7 ha) dans le nord de la commune. Les étangs de Mont, à environ 1,6 km à vol d'oiseau au sud-est de Quarré, totalisent ~1,2 ha pour les deux plus grands.

### Climat
Pour des articles plus généraux, voir Climat de la Bourgogne-Franche-Comté et Climat de l'Yonne.
En 2010, le climat de la commune est de type climat de montagne, selon une étude du Centre national de la recherche scientifique s'appuyant sur une série de données couvrant la période 1971-2000. En 2020, Météo-France publie une typologie des climats de la France métropolitaine dans laquelle la commune est exposée à un climat océanique altéré et est dans la région climatique  Lorraine, plateau de Langres, Morvan, caractérisée par un hiver rude (1,5 °C), des vents modérés et des brouillards fréquents en automne et hiver. 
Pour la période 1971-2000, la température annuelle moyenne est de 9,7 °C, avec une amplitude thermique annuelle de 15,7 °C. Le cumul annuel moyen de précipitations est de 1 125 mm, avec 14 jours de précipitations en janvier et 9,2 jours en juillet. Pour la période 1991-2020, la température moyenne annuelle observée sur la station météorologique de Météo-France la plus proche, « Saint-Léger-Vauban », sur la commune de Saint-Léger-Vauban à 4 km à vol d'oiseau, est de 10,2 °C et le cumul annuel moyen de précipitations est de 1 148,1 mm. 
La température maximale relevée sur cette station est de 40,2 °C, atteinte le 25 juillet 2019 ; la température minimale est de −23,5 °C, atteinte le 9 janvier 1985,,. 
Les paramètres climatiques de la commune ont été estimés pour le milieu du siècle (2041-2070) selon différents scénarios d'émission de gaz à effet de serre à partir des nouvelles projections climatiques de référence DRIAS-2020. Ils sont consultables sur un site dédié publié par Météo-France en novembre 2022.

## Urbanisme

### Typologie
Au 1er janvier 2024, Quarré-les-Tombes est catégorisée commune rurale à habitat très dispersé, selon la nouvelle grille communale de densité à sept niveaux définie par l'Insee en 2022.
Elle est située hors unité urbaine. Par ailleurs la commune fait partie de l'aire d'attraction d'Avallon, dont elle est une commune de la couronne,. Cette aire, qui regroupe 74 communes, est catégorisée dans les aires de moins de 50 000 habitants,.

### Occupation des sols
L'occupation des sols de la commune, telle qu'elle ressort de la base de données européenne d’occupation biophysique des sols Corine Land Cover (CLC), est marquée par l'importance des forêts et milieux semi-naturels (49,9 % en 2018), une proportion sensiblement équivalente à celle de 1990 (49,8 %). La répartition détaillée en 2018 est la suivante : 
forêts (49,7 %), prairies (42,8 %), zones agricoles hétérogènes (6 %), terres arables (0,7 %), zones urbanisées (0,5 %), milieux à végétation arbustive et/ou herbacée (0,2 %). L'évolution de l’occupation des sols de la commune et de ses infrastructures peut être observée sur les différentes représentations cartographiques du territoire : la carte de Cassini (XVIIIe siècle), la carte d'état-major (1820-1866) et les cartes ou photos aériennes de l'IGN pour la période actuelle (1950 à aujourd'hui).

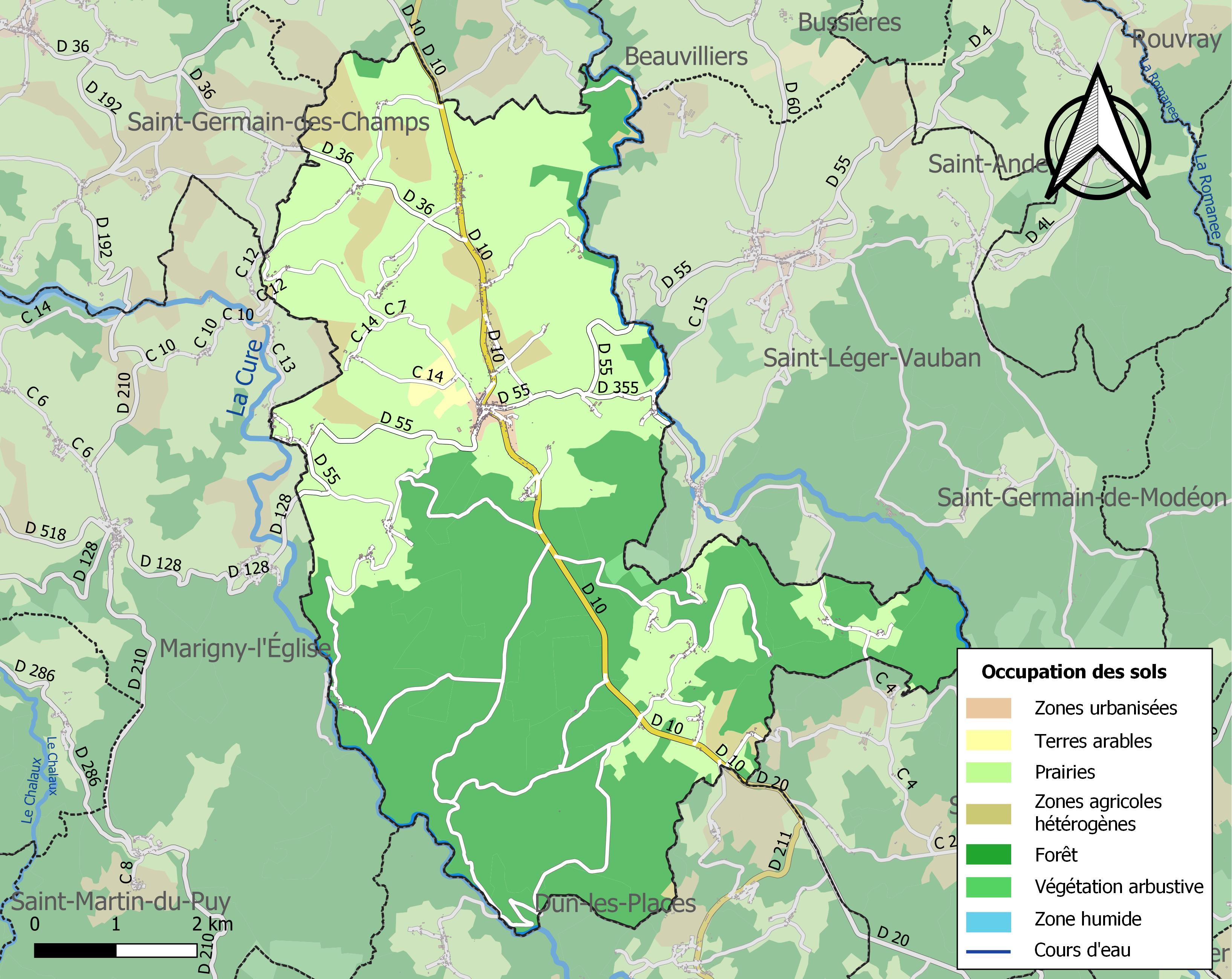
Carte des infrastructures et de l'occupation des sols de la commune en 2018 (CLC).

## Histoire
La deuxième partie du nom du village provient du grand nombre de tombes vides, en pierre, placées dans le cimetière entourant l'église. Ces cercueils, au nombre de deux mille autrefois, ont été mis au jour à l'occasion de la création d'un cimetière extra-muros et proviendraient de la carrière de Champ-Retard près de Dissangis.
Quarré, anciennement Careacum, appartenait à Corbon, seigneur de Corbigny. Son fils le légua en 706 à l'abbaye de Flavigny.
Au XIe siècle, le village passa sous la dépendance des sires de Chastellux, barons de Quarré. Le château était construit au-dessous de l'étang actuel. La motte fut nivelée en 1863. Les Besors avaient une part de la seigneurie.
Au XVIIIe siècle, Saint-Georges-lez-Carré-les-Tombes fait partie du bailliage d'Avallon et compte 34 feux en 1763.
Aux XIXe et XXe siècles, la commune de Quarré-les-Tombes (surtout ses hameaux) fut, comme beaucoup d'autres dans le Morvan, le lieu de très nombreux placements d'enfants de l'Assistance publique. Une agence de Quarré-les-Tombes des enfants assistés de la Seine fonctionna même de 1896 à 1910. Elle fut supprimée notamment parce qu'elle entraînait une nouvelle augmentation des placements. Les placements ne diminuèrent significativement que dans la seconde moitié du XXe siècle.
La révolte des enfants de Vermiraux provoqua en 1910 la fermeture de l'orphelinat et un procès qui se tint à Avallon en 1911. En mettant en évidence l'exploitation abusive des enfants et les carences de l'administration dans la gestion de la tuberculose endémique, en évoquant en outre des abus sexuels possibles, le procès en juillet 1911 eut un retentissement national qui mit en cause les insuffisances ou les complaisances de ministres de la IIIe République face aux partis attachés aux institutions catholiques. L'affaire révélée par le journaliste Gabriel Latouche de L'Éclair a marqué l'histoire de l'Assistance publique et a fait en 2011 l'objet de commémorations.
Lors de la Seconde Guerre mondiale, la campagne de Quarré-les-Tombes et ses environs ont été le cadre d'une intense activité de la Résistance. Plusieurs monuments ont été construits depuis, honorant le courage de ces hommes et femmes. La stèle du maquis Camille marque le premier parachutage d'armes à des Résistants par les Britanniques dans le Morvan.

## Politique et administration
| Période | Période  | Identité           | Étiquette | Qualité                                    |
| ------- | -------- | ------------------ | --------- | ------------------------------------------ |
| 1945    |          | Alphonse Boedot    |           | Maréchal-Ferrant                           |
| 1947    |          | Georges Truchot    |           | Agriculteur                                |
| 1965    |          | Antoine Breuzard   |           | Boulanger                                  |
| 1971    |          | Jean Legros        | SE        | Ingénieur TPE                              |
| 1995    |          | Francis Salamolard |           | Restaurateur                               |
| 1997    |          | Danièle Roy        | DVD       | Ancienne conseillère générale              |
| 2003    |          | Daniel Sœuvre      |           | Directeur d'une institution d'enseignement |
| 2008    |          | Sylvie Soilly      |           |                                            |
| 2014    | En cours | Bernard Ragage     | SE        | Retraité                                   |

## Démographie
L'évolution du nombre d'habitants est connue à travers les recensements de la population effectués dans la commune depuis 1793. Pour les communes de moins de 10 000 habitants, une enquête de recensement portant sur toute la population est réalisée tous les cinq ans, les populations de référence des années intermédiaires étant quant à elles estimées par interpolation ou extrapolation. Pour la commune, le premier recensement exhaustif entrant dans le cadre du nouveau dispositif a été réalisé en 2005.

En 2022, la commune comptait 621 habitants, en évolution de −3,42 % par rapport à 2016 (Yonne : −1,95 %, France hors Mayotte : +2,11 %).
| 1793  | 1800  | 1806  | 1821  | 1831  | 1836  | 1841  | 1846  | 1851  |
| ----- | ----- | ----- | ----- | ----- | ----- | ----- | ----- | ----- |
| 1 771 | 2 005 | 1 838 | 1 918 | 2 240 | 2 154 | 2 323 | 2 370 | 2 348 |

| 1856  | 1861  | 1866  | 1872  | 1876  | 1881  | 1886  | 1891  | 1896  |
| ----- | ----- | ----- | ----- | ----- | ----- | ----- | ----- | ----- |
| 2 236 | 2 098 | 2 068 | 2 208 | 2 149 | 2 141 | 2 101 | 2 104 | 2 108 |

| 1901  | 1906  | 1911  | 1921  | 1926  | 1931  | 1936  | 1946  | 1954  |
| ----- | ----- | ----- | ----- | ----- | ----- | ----- | ----- | ----- |
| 2 128 | 1 902 | 1 706 | 1 417 | 1 352 | 1 283 | 1 252 | 1 283 | 1 141 |

| 1962  | 1968 | 1975 | 1982 | 1990 | 1999 | 2005 | 2006 | 2010 |
| ----- | ---- | ---- | ---- | ---- | ---- | ---- | ---- | ---- |
| 1 160 | 984  | 863  | 772  | 735  | 723  | 714  | 716  | 723  |

| 2015 | 2020 | 2022 | - | - | - | - | - | - |
| ---- | ---- | ---- | - | - | - | - | - | - |
| 650  | 628  | 621  | - | - | - | - | - | - |

## Culture locale et patrimoine

### Lieux et monuments

#### L'église
Au XIVe siècle, ce n'était qu’une petite chapelle dédiée à saint Georges ; la légende prétend qu'il aurait sauvé Quarré-les-Tombes des Sarrasins. Elle fut reconstruite au XVIe siècle, et de cette époque ne subsiste que le chœur. En effet, au XVIIIe siècle, le curé Blaise Begon fit agrandir à la fois la nef et le transept alors qu'il faisait rebâtir le clocher. Au cours du XIXe siècle, le curé Henry a donné à l'église l'allure qu'elle a conservé jusqu'à nos jours. La chaire et le banc d’œuvre en bois sculpté sont de style Louis XIII.
Le baron de Chastellux, seigneur des lieux qui mourut en 1617, est inhumé dans l'église, ainsi que son père.

#### Les sarcophages
Cent douze éléments de sarcophages (soixante-six couvercles et quarante-six cuves) sont disposés autour de l'église. Ils étaient à l'origine environ deux mille. Placés là à l'époque mérovingienne, ils sont en pierre calcaire provenant de la carrière de Champ-Rotard près de Dissangis, à environ quarante kilomètres du village. On ne sait pas exactement quand ces sarcophages ont été trouvés dans l'ancien cimetière. Ils ont été déplacés à l'occasion des travaux de l'église et lors du transfert du cimetière (1869). Ils ont toujours été connus vides, que ce soit d'ossements ou d'objets. On se perd en conjectures quant à leur raison d'être ; on suppose que les Quarréens auraient été fabricants de sarcophages, ou encore que se trouvait ici une nécropole où l'on aurait enterré les gens sous la protection de saint Georges. Ils ne portent aucun symbole de la religion chrétienne, ce qui laisse supposer qu'ils prédatent l'implantation de celle-ci dans la région.

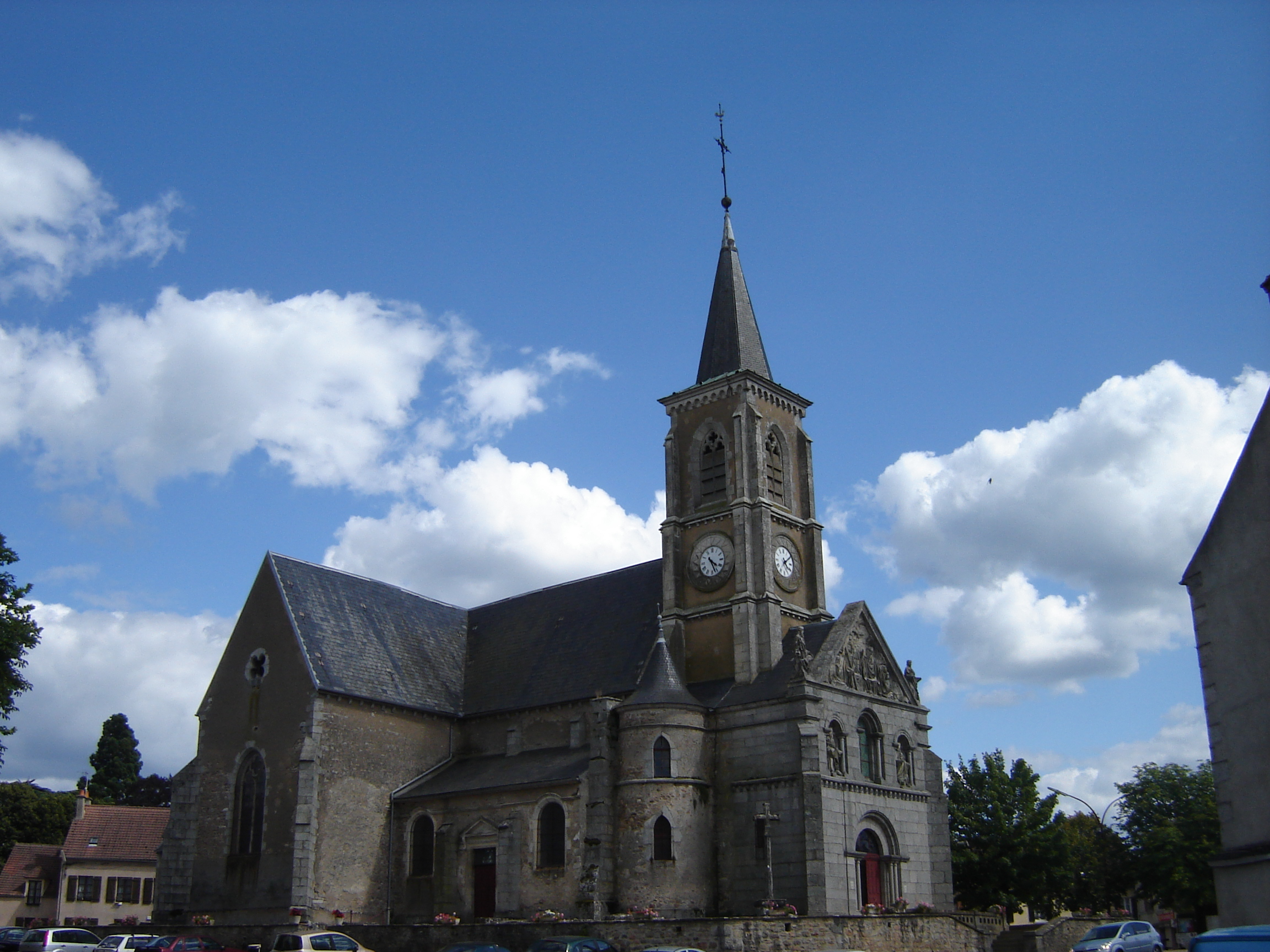
L'église vue du nord-ouest en juillet 2008.
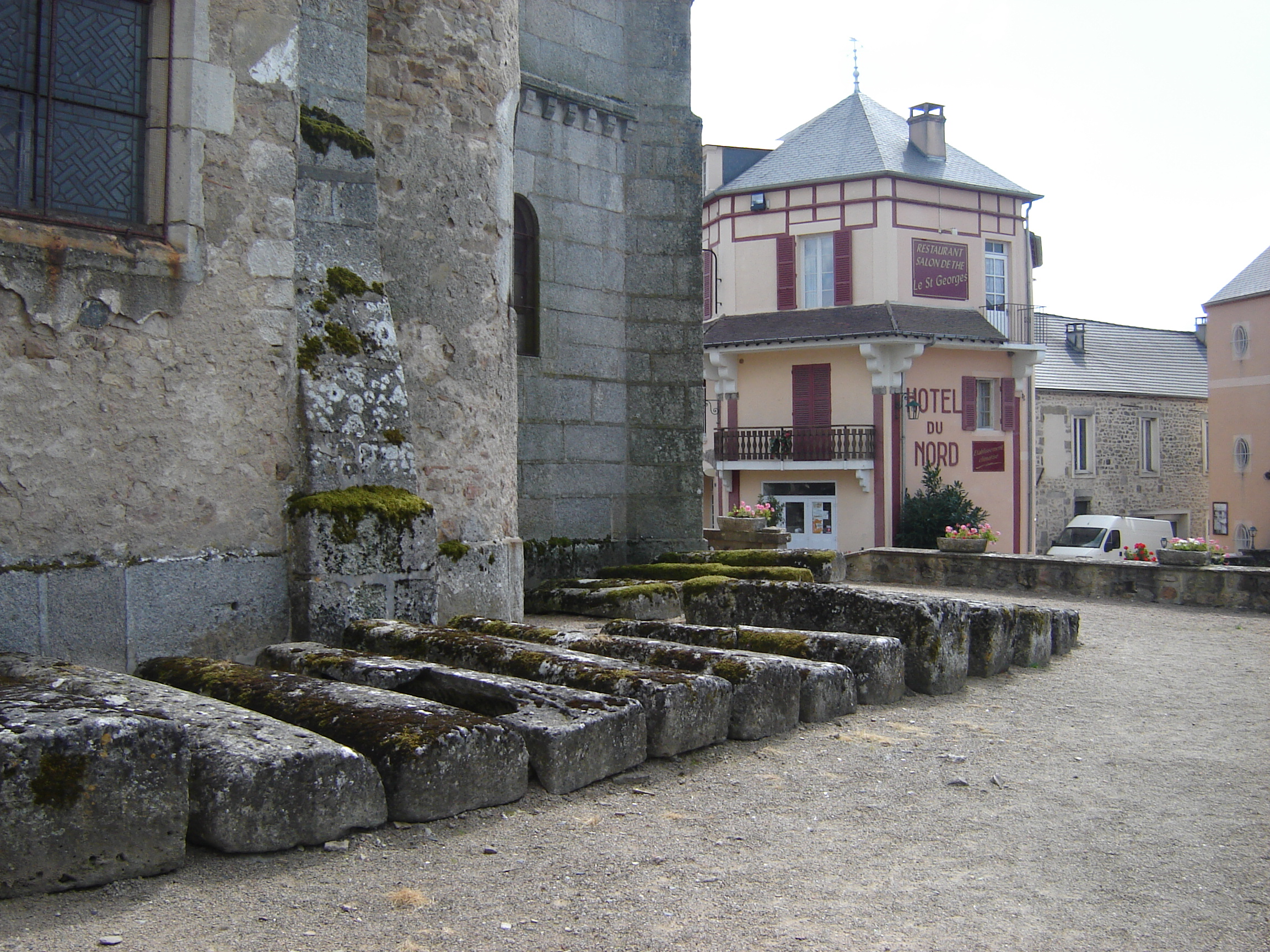
Quelques-uns des sarcophages (VIIe – Xe siècle) sur le côté nord de l'église.
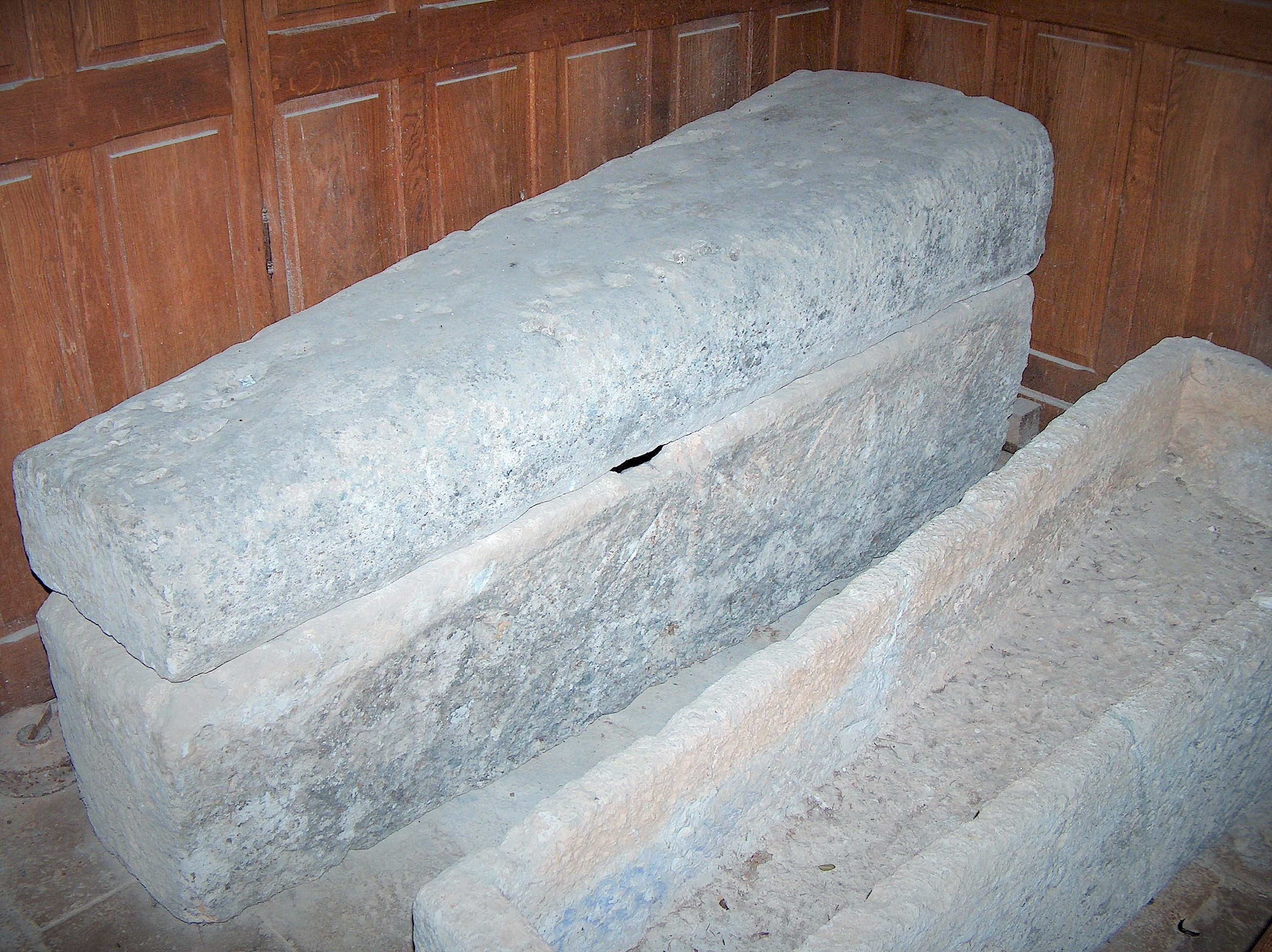
Sarcophages dans l'église.

## Patrimoine naturel
Quarré-les-Tombes fait partie du parc naturel régional du Morvan. La forêt au Duc, bel espace boisé de 1 200 hectares (12 km2) sur socle granitique affleurant, est riche en patrimoine. Elle tire son nom de ce qu'elle a été achetée par le duc de Bourgogne, Eudes III en 1215. Sur la commune elle inclut notamment le rocher de la Pérouse, la Roche aux Fées, la stèle du maquis Camille, l'étang du Griottier Blanc et de nombreux chemins aménagés.

### Espaces protégés et gérés
La commune inclut deux espaces protégés et gérés :
- Ruisseau de Poil Chevré[40], 152,65 ha (Arrêté de protection de biotope du 26/06/2008).
- Ruisseau de Tancoin[41], 151,78 ha (Arrêté de protection de biotope du 26/06/2008).

Le sud de la commune est par ailleurs inclus dans le grand espace protégé et géré du parc naturel régional du Morvan, 286 223,84 ha (Arrêté de protection de biotope du 27/06/2008 - le parc lui-même date de 1970).

### Site d'intérêt communautaire

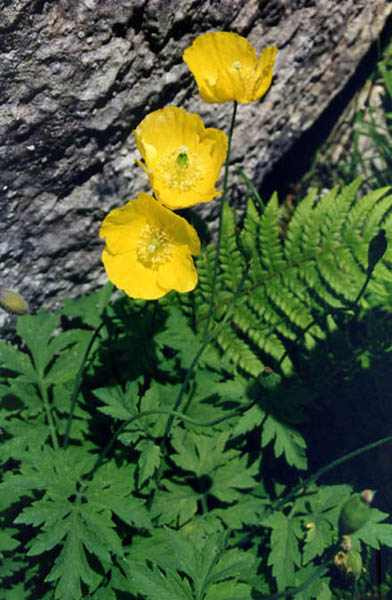
Pavot du Pays de Galles

La commune est incluse dans deux zones spéciales de conservation (ZSC), des sites d'intérêt communautaire (SIC) selon la directive Habitat :
- ZSC des vallées de la Cure et du Cousin dans le Nord Morvan[43]. Cette ZSC se démarque par une variété d'habitats spécifiques : cours d'eau rapides (la Cure, le Cousin), forêts humides au fond des vallons, pelouses, et dalles rocheuses ;
- l'une de ses caractéristiques est de se situer en limite de zone de répartition de certaines plantes ; ainsi pour le millepertuis à feuilles linéaires (Hypericum linariifolium) qui se trouve parmi les rochers granitiques, et le pavot du Pays de Galles protégé et présent dans seulement quelques lieux en Bourgogne ;
- six espèces de chauve-souris se partagent le site, dont quatre d'intérêt européen en reproduction : le petit rhinolophe, le grand rhinolophe, le vespertilion à oreilles échancrées et le grand murin. On y trouve aussi la barbastelle d'Europe ;
- ZSC des ruisseaux à écrevisses du bassin de l'Yonne amont[44].

La commune n'inclut pas de zone de protection spécial (site d'intérêt communautaire (SIC) selon la directive Oiseaux).

### ZNIEFF
Quarré-les-Tombes est concerné par sept zones naturelles d'intérêt écologique, faunistique et floristique (ZNIEFF) :

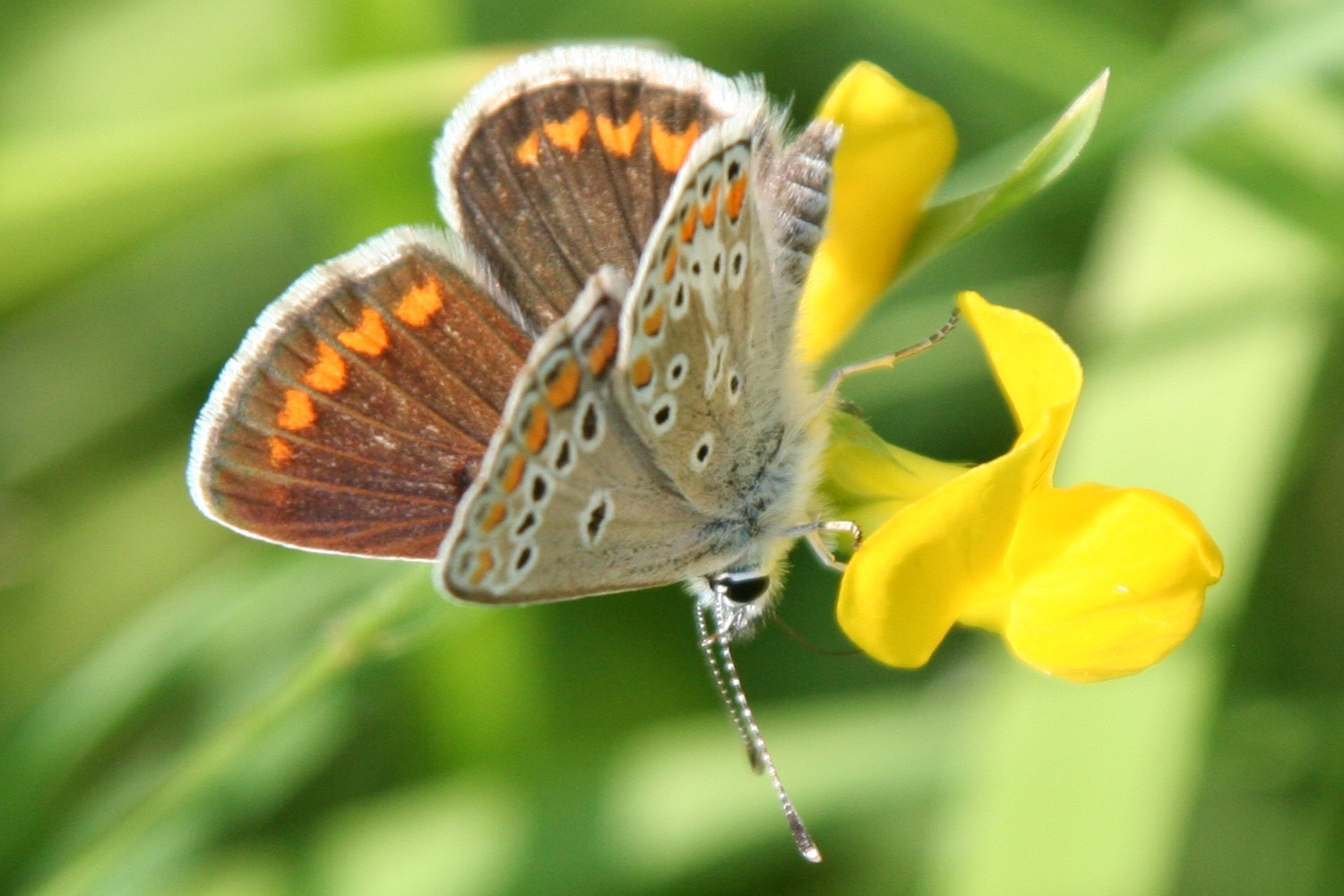
Collier-de-corail

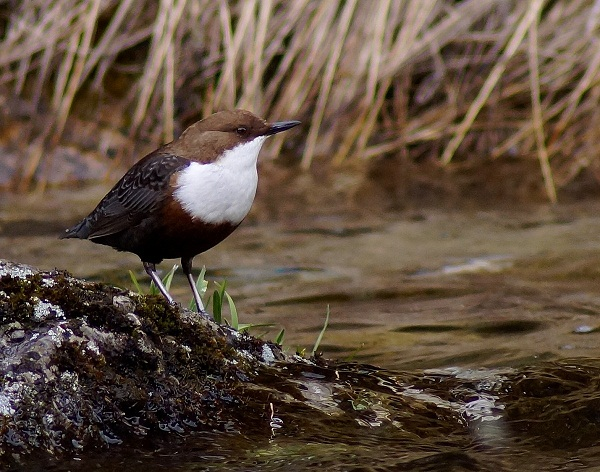
Cincle plongeur (merle d'eau).

- la ZNIEFF continentale de type 1 du rocher de la Breuillot (Trinquelin)[45], soit 276 hectares sur Quarré-les-Tombes et Saint-Léger-Vauban, dont les habitats déterminants sont ses falaises et rochers exposés, ses grottes et ses carrières.

- la ZNIEFF continentale de type 2 de la vallée de la Cure et secteur de Saint-Brisson (Morvan)[46], soit 17 782,97 hectares (177,8297 km2), concerne 11 communes dont Quarré et vise en particulier le couvert forestier (habitat déterminant), incluant plusieurs autres types d'habitat. On y trouve 44 espèces d'insectes, 25 de mammifères, 11 d'oiseaux, 11 de poissons, une de batracien et une de reptile ;
- la ZNIEFF continentale de type 2 des Forêts, prairies et étangs du Morvan, nord[47], soit 5 506,73 hectares sur Quarré-les-Tombes et Saint-Léger-Vauban et vise en particulier la forêt (habitat déterminant), avec pour elle aussi de nombreux autres habitats ;
- la ZNIEFF continentale de type 1 du bois de Mont[48] (à l'Est de Champlois), soit 11,88 hectares uniquement sur Quarré-les-Tombes, vise un couvert forestier (habitat déterminant) accompagné de tourbières et marais.
- la ZNIEFF continentale de type 1 de Vallon des Paluds, Roche des Fées et étang du Griottier Blanc[49], soit 222,38 hectares uniquement sur Quarré-les-Tombes, vise un couvert forestier (habitat déterminant) accompagné de plusieurs autres types d'habitat.

- la ZNIEFF continentale de type 2 de la vallée du Cousin de Cussy-les-Forges à Pontaubert et proches environs[50], soit 8 041,25 hectares (80,4125 km2), concerne 17 communes dont quatre dans la Nièvre. Elle vise les eaux courantes du Cousin et inclut six autres types d'habitat ;
- la ZNIEFF continentale de type 1 du champ des Beuchots[51], soit 105,23 hectares sur Marigny-l'Église et (principalement) Quarré-les-Tombes, vise la vallée du ru des Couées aux Boues, affluent en rive droite de la Cure et qui coule de Velars-le-Comte à la Verdière ; et notamment le coteau sud de cette vallée.

### Randonnées
La section du sentier de grande randonnée GR 13 d’Arcy-sur-Cure (Yonne) à Glux-en-Glenne (Nièvre) passe par Quarré-les-Tombes,.
Le GR de Pays du Tour de l'Avallonais traverse la commune dans une direction générale Est-Ouest, passant par le village. Le GRP Tour du Morvan, quant à lui, suit la Cure et la limite sud-ouest de la commune sur un peu plus de 500 m vers les Îles Ménéfrier ; il traverse aussi la commune dans la pointe Est de cette dernière, sur 1,5 km, juste au sud de l'abbaye de la Pierre-qui-Vire.

### Personnalités notables liées à la commune
- Blaise Bégon (Avallon, 1737-Saint-Germain-des-Champs, 1795), curé de 1761 à 1790 et maire de la ville de 1790 à 1791, dénoncé et emprisonné comme prêtre réfractaire.
- Vaast Barthélemy Henry (1797-1884), curé de la paroisse et historien du canton.
- Jacques-François Baudiau (1809-1880), successivement curé de  Montigny-sur-Canne (1834); Dun-les-Places (1844); Entrains-sur-Nohain (1876) et historien régionaliste, auteur du Morvand, mort à Quarré le 17 septembre 1880.
- Simon Noël Dupré (1814-1885), docteur en médecine, né à Quarré-les-Tombes[53].
- Marcel Garnier (1890-1971), poète, écrivain, auteur de pièces de théâtre et romans, né dans la commune le 30 septembre 1890.
- Marc Abélès (1950- ), anthropologue, mène une enquête dans le canton de Quarré-les-Tombes et publie un article dans Études rurales en 1986[54].